# Dream SMP
Dream SMP was een survival-multiplayerserver (SMP) voor Minecraft. De server werd in 2020 opgericht door youtubers Dream en GeorgeNotFound. Op de server vindt een rollenspel plaats waar andere youtubers en streamers aan deelnemen en die live wordt gestreamd op Twitch en YouTube. Dream SMP is uitgegroeid tot een van de populairste SMP-servers voor Minecraft. De naam van de server werd bedacht door TommyInnit. Het rollenspel volgt losjes een script dat voornamelijk werd geschreven door Wilbur Soot en Dream. In 2022 overleed een van de deelnemers van de SMP, Technoblade, aan kanker.

## Verhaallijn
Het verhaal is te volgen vanuit het oogpunt van meerdere streamers, die als inwoners van de Dream SMP allen hun eigen verhaallijnen volgen. De rode draad volgt L'manburg, opgericht door Wilbur Soot, een natie die zichzelf onafhankelijk verklaarde, waardoor er een burgeroorlog ontstond tussen verschillende facties. Nadat de macht over L'manburg overging op JSchlatt, werd L'manburg opgeblazen door Soot. TommyInnit en Dream kregen ondertussen ruzie over muziekschijven.